# 博阿茲島
博阿茲島是百慕達的島嶼，位於愛爾蘭島和薩默塞特島之間的大西洋海域，長0.9公里、寬0.2公里，面積0.17平方公里，最高點海拔高度2米。
32°18′22″N 64°51′23″W / 32.30611°N 64.85639°W